# مارسيلو روزا دا سيلفا
مارسيلو روزا دا سيلفا (بالبرتغالية: Marcelo Rosa da Silva‏) (29 يناير 1976 في بورتو أليغري في البرازيل – )؛ هو لاعب كرة قدم سابق كان يلعب كلاعب وسط.

## وصلات خارجية
- مارسيلو روزا دا سيلفا على موقع رابطة كرة القدم اليابانية للمحترفين (اليابانية)
- مارسيلو روزا دا سيلفا على موقع قاعدة بيانات كرة القدم.إي يو (الإنجليزية)
- مارسيلو روزا دا سيلفا على موقع عالم كرة القدم.نت (الإنجليزية)